# 김용 (1924년)
김용(중국어: 金庸, 병음: Jīn Yōng 진융[*], 영어명: Louis Cha Leung-yung, 1924년 3월 10일~2018년 10월 30일)은 홍콩의 무협 소설 문학 작가, 언론인, 극문학 교육인, 중공 전국인민대표대회 의회 정치인이다. 본명은 자량융(중국어 간체자: 查良镛, 정체자: 查良鏞, 병음: Zhā Liángyōng, 한자음: 사량용)이다. 진융(金庸)이라는 필명은 자량융(査良鏞)의 "융(鏞)"을 파자(破字)한 것이다.
저장 성 하이닝 출신으로, 가장 유명한 중국 무협 소설 작가 가운데 한 명이다. 중국출판과학연구소가 발표한 전국민 열독 조사에서 루쉰 등의 문학가를 제치고 가장 많은 독자를 지닌 작가로 조사되었다. 중화권을 넘어 전 세계에 독자층이 있으며 전체 독자 수는 3억명이 넘을 것으로 추산된다. 《사조영웅전》, 《신조협려》, 《의천도룡기》, 《천룡팔부》, 《소오강호》, 《녹정기》 등의 작품을 발표하였다. 진융(김용)의 많은 작품들이 영화로 각색되어 제작되었다. 김용은 1948년부터 홍콩에서 거주하였고 1959년 일간지 《명보》를 창간하였고 여기에 자신의 소설을 싣기도 하였다.
1984년 홍콩특별행정구 기본법 기초위원회에 참여하였다.
2018년 10월 30일 향년 94세로 별세하였다.

## 생애

### 출생과 성장

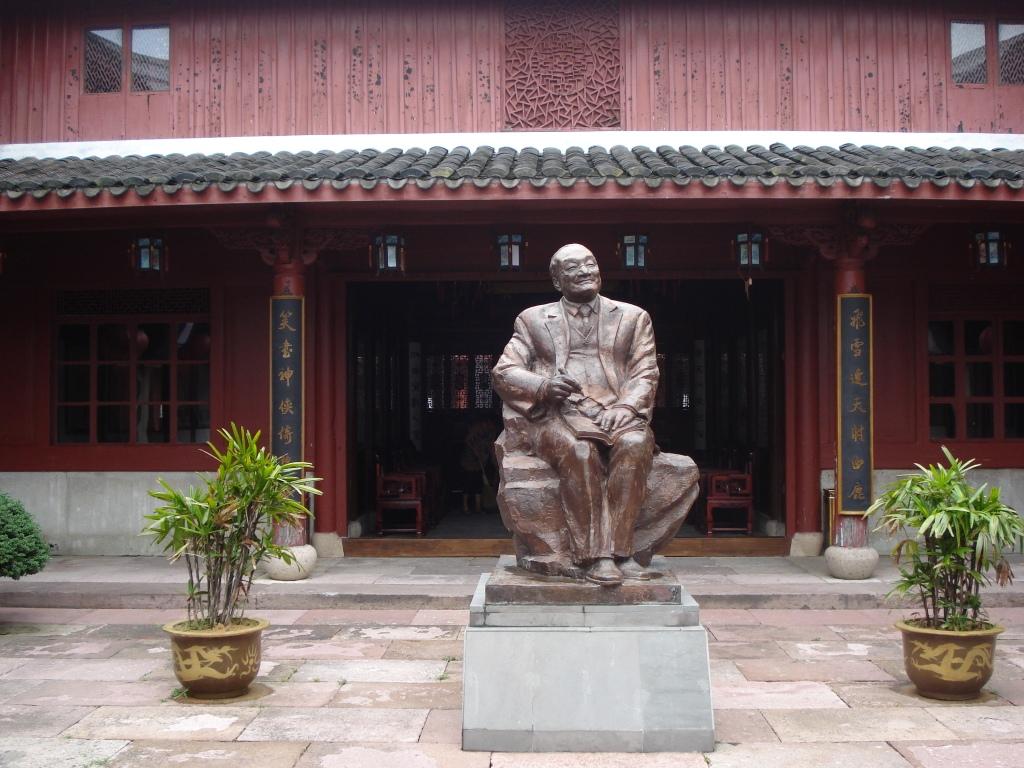
타오화섬에 있는 김용의 동상

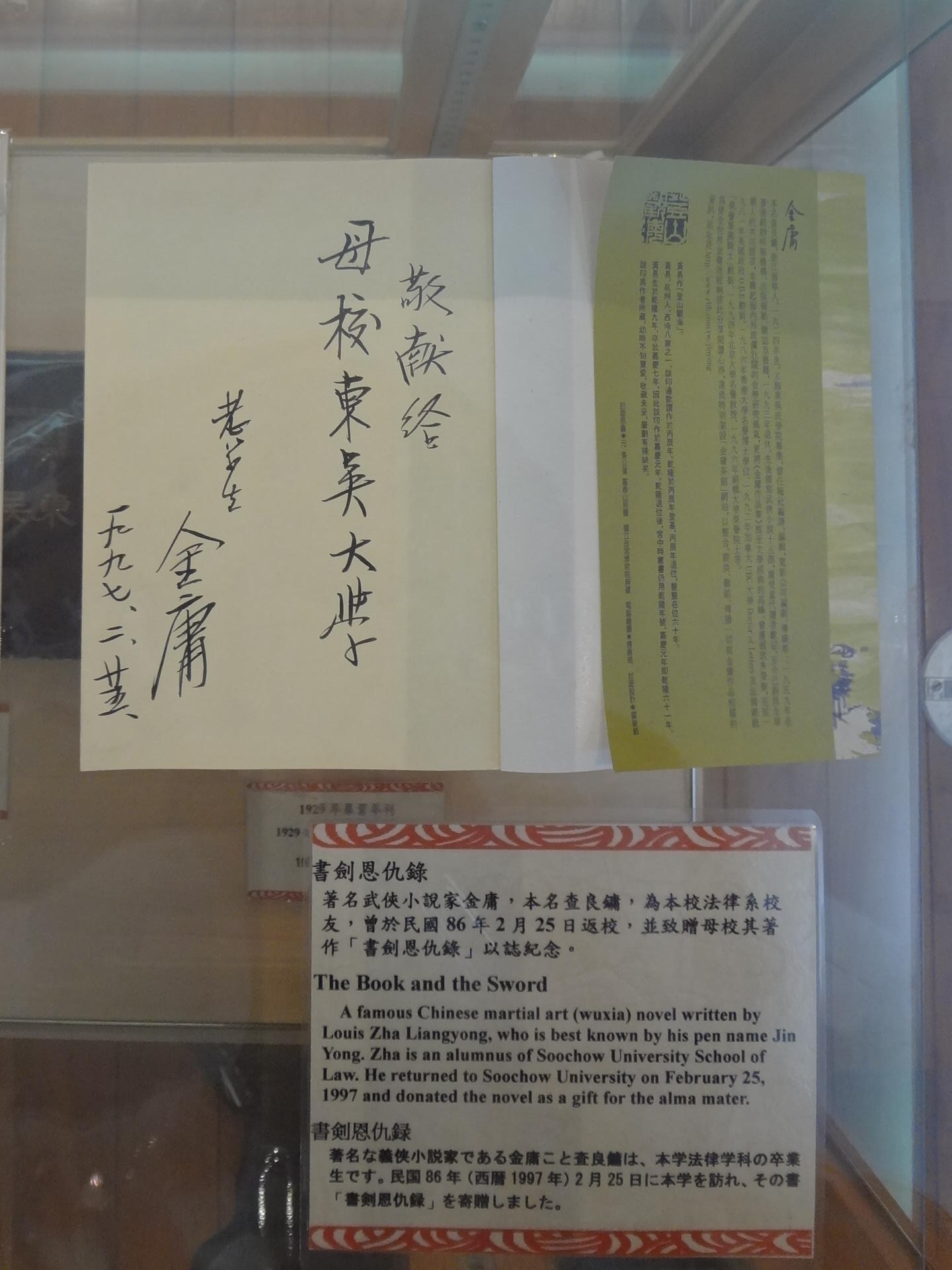
둥우 대학에 전시된 김용 사인이 들어있는 《서검은구록》

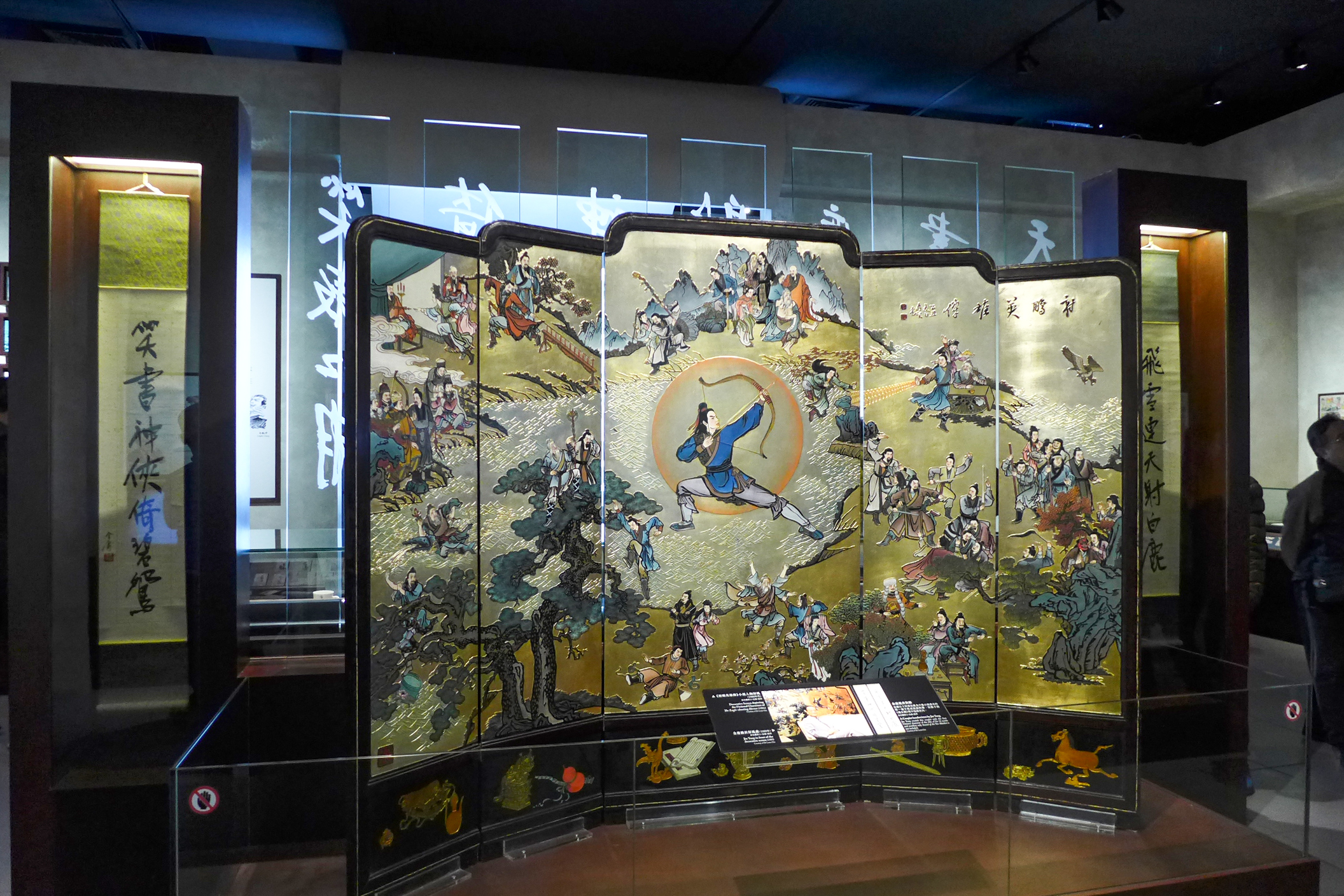
《사조영웅전》의 등장인물을 소재로 한 병풍. 1980년대 제작

김용의 본명은 자량융(查良镛, 사량용)으로 1924년 3월 10일(음력 갑자년 3월 6일) 저장성 하이닝시에서 태어났다. 해령 사씨의 22대손이다. 해령 사씨는 절서(浙西, 절강성 서부) 지역에서 많은 문인과 관리를 배출한 가문으로 명성이 자자하였다. 명나라와 청나라를 걸쳐 배출한 진사가 22 명이었고 강희제 연간에는 진사 10 명 한림학사 5 명을 배출하여 "일문십진사 숙질오한림"(一門十進士，叔侄五翰林)이라 불렸다. 조상 중에 사승(查昇), 사규(查揆) 등이 학자로서 명성이 높았다. 아버지 자슈칭(查樞卿, 사추경)은 많은 땅을 소유한 대지주였으며 어려서 서양식 교육을 받아 상하이에 있던 저단대학(震旦大学, 지단대학)을 졸업하였다. 어머니 수루(徐祿, 서록)는 부부 슬하에 아들 다섯을 낳았는데 량융은 그 중 차남이었다. 부부 사이엔 딸 둘도 있었다. 1937년 일본이 화남 지방을 침략해 오자 당시 13세로 한창 공부 중이던 김용의 집안은 폭격으로 풍비박산이 났고 그 와중에 어머니가 목숨을 잃었다. 훗날 아버지는 구슈잉(顧秀英, 고수영)과 재혼하여 둘 사이에 4남2녀를 두었다.

### 학업
1929년 5월 고향인 하이닝현 위안화진 소학교(海寧縣袁花鎮小學)에 입학하였고，1936년 지아싱이중(嘉興一中, 가흥일중)에 입학하였다. 이듬해인 1937년 중일전쟁이 일어나 일본이 침략해 오자 위항구, 린안구, 리수이시 등지를 전전하며 피난 생활을 하였다. 1938년 성립 연합 고등중학교 초중부에 들어갔다.。이후 몇 차례 학교를 옮겨 1943년 절강성 추저우 제일중학을 졸업하였다.
1944년 충칭의 중앙정치대학 외교과에 입학하였고 그해 중국국민당의 학생 당원이 되었다. 그러나 국민당의 학생통제에 불만을 품고 항의하다 퇴학당하였다. 1945년 전쟁이 끝나자 항저우의 《동남일보》 기자로 취업하였다. 1946년 상하이의 둥우 대학 대학원에 국제법 전공으로 입학하였고，1948년 졸업하였다.
2005년 81세의 나이로 영국의 케임브리지 대학교에서 〈당나라 초기 황위 계승 제도〉로 역사학 석사 학위를 얻었고, 2010년에는 같은 대학에서 〈당나라 성세기의 황위 제도〉로 박사가 되었다.。

### 작품 활동
1946년 가을 상하이로 간 자량융은 《대공보》(大公報)에서 국제 전보 번역 일을 하였다. 1948년 홍콩 지사로 옮겼고 1950년 베이징으로 가서 중화인민공화국 외교부에 취직하였으나 외교 정책에 불만이 있어 차라리 다시 《대공보》의 홍콩 지사로 돌아갔다. 1952년 《신만보》(新晚報)에 들어가 부편집장이 되었고 같은 해 《절대가인》, 《난화화》 등의 영화 각본을 썼다. 이 무렵 량위성을 만나 친구가 되었다.
1954년 오씨태극권의 우공위(吳公儀, 오공의)와 백학권의 쩐커푸(陳克夫, 진극부)가 마카오에서 대련을 벌였다. 이 일은 당시 중화권에서 크게 관심을 받았고 소문이 끊이질 않았다. 《대공보》의 편집장 루오푸(羅孚, 라부)는 이 사건을 계기로 새로 무협 소설을 연재하기로 마음 먹고 량위성의 《용호투경화》(龍虎鬥京華)를 연재하기 시작하였고, 자량융에게도 김용이라는 필명으로 《서검은구록》(書劍恩仇錄)을 연재하도록 하였다. 둘의 연재는 모두 호평을 얻었고 무협 소설에 대한 관심이 고조되었다. 1956년 무협 소설의 인기가 더욱 높아지자 량위성과 김용은 백검당주로 알려진 쩐판(陳凡, 진범)과 함께 《삼검루수필》(三剑楼随笔)을 발표하고 실제 역사적 배경을 가미한 새로운 무협을 선보였다. 김용은 같은해 《홍콩상보》에 《벽혈검》을 연재하였다. 1959년 스스로 《명보》를 창간한 김용은 이곳에 《신조협려》를 연재하였다. 1953년부터 1958년 사이 다른 필명으로 작업한 장성전영공사의 영화 대본들 가운데 《절대가인》이 중화인민공화국 문화부의 금상을 수상하였다. 이 시기 김용은 《유녀회춘》(有女懷春), 《왕노호창친》(王老虎搶親)과 같은 대본 작업을 하였다.。

### 명보
1959년 김용은 홍콩에서 《명보》를 창간하였고 뒤이어 《명보만보》(석간), 《명보월간》, 《명보주간》을 창간하였다. 아울러 명보출간사 등의 출판사도 운영하였다. 1991년 1월 주식회사로 전환하여 명보기업유한공사가 되었고 그해 3월 홍콩 증권시장에 상장하였다. 명보 그룹의 1991년 이익은 일억 위안에 달했다.。
김용은 20여년간 《명보》의 사설도 집필하여 "왼손엔 사설 오른손엔 소설" 생활을 하였다. 1960년대 중소 분쟁이 일어나자 중국이 안전 보장을 위해 핵무장을 해야 한다는 사설을 내보냈고 중국공산당의 핵무장 정책에 반대하는 《대공보》 등을 영국, 미국을 숭상하고 중국에 반한다고 몰아세웠다. 그러나 문화대혁명에 대해서는 반대의 입장을 분명히 했고 그 때문에 김용의 책들은 중국 본토 내에서 금서로 지정되기도 하였다.
21세기의 《명보》는 민주파 지지 성향의 언론 매체로 자리매김 하고 있다. 2014년 우산혁명 당시 전 편집장이 괴한의 습격을 받기도 하였다.

### 정치 활동
1973년 봄 김용은 중화민국 정부로부터 초정을 받아 타이완을 방문하였고 행정원 원장 장징궈(蔣經國, 장경국)과 회담하였다. 중화인민공화국이 문화대혁명을 그만둔 뒤인 1981년에서 1984년 사이에는 베이징을 방문하여 덩샤오핑과 후야오방을 만났다. 이로서 김용은 덩샤오핑과 단독으로 회담한 최초의 홍콩인이 되었다. 이를 계기로 김용은 홍콩 특별행정구 기본법 기초위원회에서 활동하게 된다. 그는 경제제도 소위에서 활동하였다. 1988년 김용과 자지밍(查濟民, 사제민)은 예비적인 "정치제도 협조방안"을 제안하였다. 이 방안은 당시 각계의 입장과 비교하여 보수적인 내용을 담고 있었고 민주와 진보를 원하는 홍콩인들의 지지를 받지 못하였다. 홍콩인들은 타협적인 김용의 안 보다는 민주파인 민주당의 리추밍(李柱銘)과 같은 정치인이 제시한 방안을 지지하였다. 당시 중화인민공화국 중앙인민정부는 홍콩과 세계의 여론을 의식하여 일국양제와 높은 자치권 보장과 같은 정치 제도 방안을 확정하였다.
1989년 톈안먼 사건이 발생하자 김용은 인민해방군이 무력으로 시위를 진압하여 학생들이 희생된 것에 깊은 상심을 나타내고 기본법 기초위 위원직을 사퇴하여 정치 활동에서 은퇴하였다. 같은 해 김용은 《명보》 창립 30주년 기념식에서 사장직 사퇴를 발표하였다.

### 은퇴
1991년 명보기업유한공사가 주식시장에 상장되었고 김용은 회장으로 등록하였다. 1993년 당시 홍콩의 총독이었던 크리스 패튼과 회담하여 "정치 개혁 방안"을 논의하였고 같은 해 전국인민대표대회와 중국인민정치협상회의 전국위원회가 함께 열리는 양회 기간 중 베이징을 방문하여 중국공산당 총서기 장저민을 접견하였다. 이 해 4월 명보기업 이사회에서 이사장으로 선임되었지만 전면적인 은퇴를 선언하였다.
1994년 자싱시의 자싱이중 개교 90주년에 참가하여 김용도서관을 기증하였다. 이후에도 서호에 운송서사(雲松書舍)를 세워 1996년 완공하였다.

### 별세

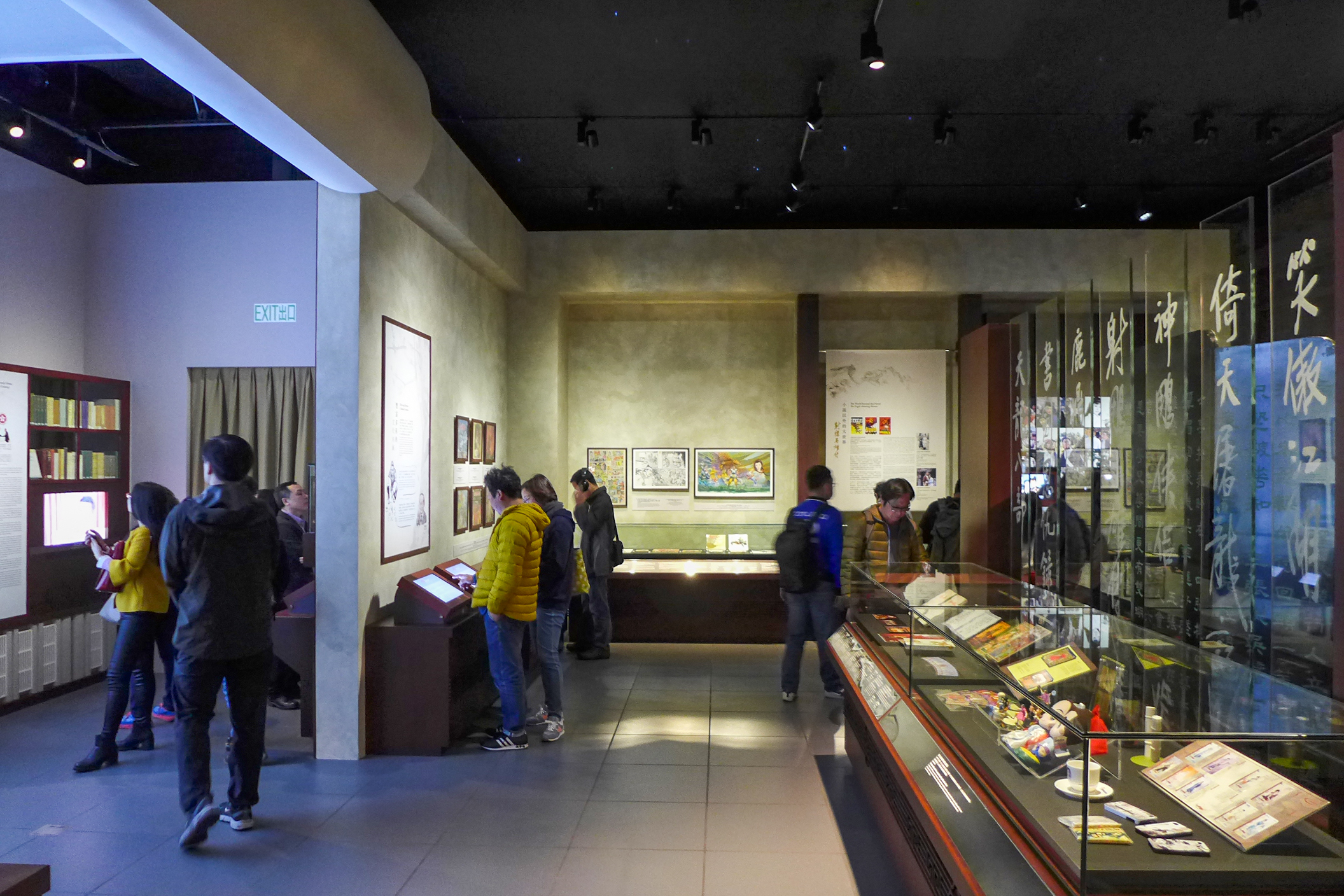
홍콩 문화박물관의 김용관

2018년 10월 30일 오후 5시 반 무렵 김용은 홍콩의 양화의원에서 별세하였다. 향년 94세였다. 유족은 김용이 "오후가 되니 매우 편안하다"는 말을 남겼다고 언론에 전했고 이후 "풍모는 바로 대협객의 정을 품었고, 욕심 없이 정계를 단호히 논평하였으며, 오온이 모두 공임을 깨달아, 웃으며 학수레를 타고 하늘로 오르네"(有容乃大俠客情，無慾則剛論政壇，看破放下五蘊空，含笑駕鶴倚天飛)라는 생전에 남긴 시를 발표하였다. 장례는 11월 13일 치러졌다. 생전에 가까웠던 벗이자 동료 작가였던 주아람(蔡瀾), 토우짓(陶傑) 리춘언(李純恩) 등과 각계 인사가 장례에 참여하였고, 화장하여 해영탑에 봉안되었다.
세계 각국의 화인(華人)이 김용을 추모하였다.
- 세계 각지의 정치인들이 조의를 표하였다.
- 홍콩：홍콩문화박물관에 김용관 설립이 추진되었다.[30]
- 중국공산당: 중국공산당 중앙총서기 시진핑과 국무원 총리 리커창 등 현직 당과 국가 지도층이 애도를 표하였다.[31] 전 총리 주룽지, 원자바오, 전 국가부주석 리위안차오 등도 조의를 표했다.[32]
- 중국：샹양시에서는 많은 사람이 모여 촛불을 켜고 김용의 별세를 애도하였다. 항저우시 서호의 도서관인 운송서사는 분향소를 마련하였다.[33]
- 타이완과 싱가폴에서도 추모 행사가 있었다.

### 공직
김용이 생전에 맡았던 공직은 다음과 같다.
- 염정공서 시민자문위원회 소집인, 홍콩법률개혁위원회 위원(1970년대 - 1980년대)
- 홍콩 특별행정구 기본법 기초위원회 위원, 정치체제소위원회 위원, 중화인민공화국 홍콩 특별행정구 기본법 자문위원회의 집행위원(1985년 - 1989년)
- 전국인민대표대회 상무위원회 홍콩 특별자치구위원회 위원 (1996년 - 1997년)
- 중국작가협회 제7차 전국위원회 명예 부주석 (2009년 9월 - 2018년 8월)

## 서훈
김용이 받은 서훈은 다움과 같다.
- 1981년 영국 연방 훈장 사관급
- 1992년 레지옹 도뇌르 훈장
- 2000년 홍콩 대자형훈장[34]
- 2004년 프랑스 문예훈장[35]

## 기념
- 2001년 발견된 소행성에 김용성(金庸星)이라는 이름이 붙여졌다.[36]
- 2003년 3월 마카오에 김용도서관이 세워졌다.
- 2017년 2월 홍콩 문화박물관에 김용관이 상설되었다.[37][38]
- 《영웅문》의 배경이 된 타오화섬에 김용문화원이 세워졌다.

## 작품
김용은 주로 소설 작품을 남겼고 그 외에 시사평론, 산문 등이 있다. 1955년 《서검은구록》을 시작으로 1972년 《녹정기》까지 약 50여편의 소설을 집필하였다.

### 소설
김용의 소설은 대부분 일간지나 월간지 등에 연재된 것이다. 연재가 종료되면 단행본을 출간하였는데 홍콩뿐만 아니라 마카오, 타이완, 싱가폴과 같은 중화권 독자들에게도 큰 인기를 얻었다. 이러한 인기를 바탕으로 많은 작품이 영화와 드라마로 각색되었다. 김용의 무협 소설은 기존의 무협 소설이 소재로 삼았던 "강호" 세계의 무술, 은원, 사랑과 같은 내용에 실제 벌어졌던 역사적 사실을 가미하여 흥미를 높였다.
| 제목                | 연재 시기                                    | 연재처                    | 글자 수 (만자) |
| ------------------- | -------------------------------------------- | ------------------------- | -------------- |
| 서검은구록          | 1955년 2월 8일 - 1956년 9월 5일              | 신만보                    | 51.3           |
| 벽혈검              | 1956년 1월 1일 - 1956년 12월 31일            | 홍콩상보                  | 48.8           |
| 사조영웅전          | 1957년 1월 1일 - 1959년 5월 19일             | 홍콩상보                  | 91.8           |
| 설산비호            | 1959년 2월 9일 - 1959년 6월 18일             | 신만보                    | 13             |
| 신조협려            | 1959년 5월 20일 - 1961년 7월 8일             | 명보                      | 97.9           |
| 비호외전            | 1960년 1월 11일 - 1962년 4월 6일             | 무협과 역사 제1호 - 74호  | 43.9           |
| 백마소서풍          | 1961년 10월 14일 - 1962년 1월 15일           | 명보                      | 6.7            |
| 원앙도              | 1961년 3월 - 1961년 6월                      | 무협과 역사 제37호 - 40호 | 3.4            |
| 의천도룡기          | 1961년 7월 6일 – 1963년 9월 2일              | 명보                      | 95.6           |
| 연성결(원명 소심검) | 1964년 1월 12일 - 1965년 3월 7일             | 동남아주간 제1호 - 60호   | 22.9           |
| 천룡팔부            | 1963년 9월 3일 - 1966년 5월 27일             | 명보                      | 121.1          |
| 협객행              | 1966년 6월 11일 - 1967년 4월 19일            | 명보                      | 36.4           |
| 소오강호            | 1967년 3월 18일, 4월 20일 - 1969년 10월 12일 | 신명일보 명보             | 97.9           |
| 녹정기              | 1969년 10월 24일 - 1972년 9월 23일           | 명보                      | 123            |
| 월녀검              | 1969년 12월 1일 - 1969년 12월 31일           | 명보만보                  | 1.6            |

김용의 무협 소설은 크게 보아 세개의 판본이 있다. 신문 연재 당시의 판본은 흔히 구판으로 불리고, 이후 단행본으로 모아 출판하면서 다시 손본 것은 신판으로 불린다. 이후 세계적인 유명세를 타면서 1999년 무렵 기존의 원고를 다시 모으고 다듬어 명하사에서 《김용작품집》을 내었는데 이는 신수판(新修版, 개정증보판)으로 부른다.。

### 기타작품
- 삼검루수필：량위성, 백검당주와 함께 《대공보》에 연재한 작품.

- 원종환평전: 《벽혈검》에 함께 수록된 비평문

- 김용산문집: 《명보월간》에 실었던 산문을 모은 책

- 이 외에 다수의 산문과 수필이 있으며 20년 간 《명보》의 사설을 집필하였다.

## 김용학
중화 문학계에서는 《홍루몽》을 연구하는 홍학이 만들어 진 것과 같이 김용의 문학을 연구하는 "김용학"이만들어졌다. 주로 김용의 소설을 연구 대상으로 한다.
타이완성 계엄령이 끝난 뒤 타이완의 원류출판사는 그 동안 금서였던 김용 소설의 판권을 얻고 작품들을 잇달아 출판하였다. 원류출판사는 이를 계기로 김용 작품의 해제인 《김학연구총서》를 펴냈다.。
홍콩의 전익출판그룹과 명보 그룹의 자회사인 명창출판사는 당시 《명보》의 편집인이자 전 홍콩 입법회 의원이었던 마거릿 응(吳靄儀 응오이이)의 《김용 소설의 남자》, 《김용 소설이 보여주는 인생》, 《김용 소설의 여자》, 《김용 소설의 정서》 등을 출간하였고, 홍콩 작가 양싱안(楊興安)의 《김용의 붓으로 펼친 세계》(金庸筆下世界)도 출간하였다.
중국 본토에서 김용 소설의 정식 출판이 이루어진 후 김용 소설 연구는 열기를 더했다. 소설의 내용, 인물, 역사적 배경, 무공의 초식은 물론 등장하는 음식에 이르기까지 많은 분야에 대한 분석과 비평이 이어졌다.
2003년 산시성의 방송국은 화산에서 화산논검을 소재로 한 다큐멘터리를 제작하였다.

## 가족 관계
1948년 두예펀(杜冶芬)과 결혼하였고 1953년 자녀도 없이 이혼하였다. 1956년 기자 생활을 하던 주메이(朱玫)와 결혼하였고 주메이는 신문사 경영 경험을 살려 김용이 《명보》를 창간하는 것을 도왔다. 김용과 주메이 사이에 2남2녀가 있다.
1970년대에는, 린러이(林樂怡)와 내연 관계를 맺었다. 이 일은 결국 주메이와의 이혼으로 이어져 린러이는 김용의 세번째 처가 되었다.

## 같이 보기
- 량위성
- 구룽
- 무협 소설
- 무협 영화